# Anaesthetis
Anaesthetis là một chi bọ cánh cứng trong phân họ Lamiinae. Chi này phân bố phổ biến ở châu Âu. Chi này gồm các loài Anaesthetis testacea

## Hình ảnh

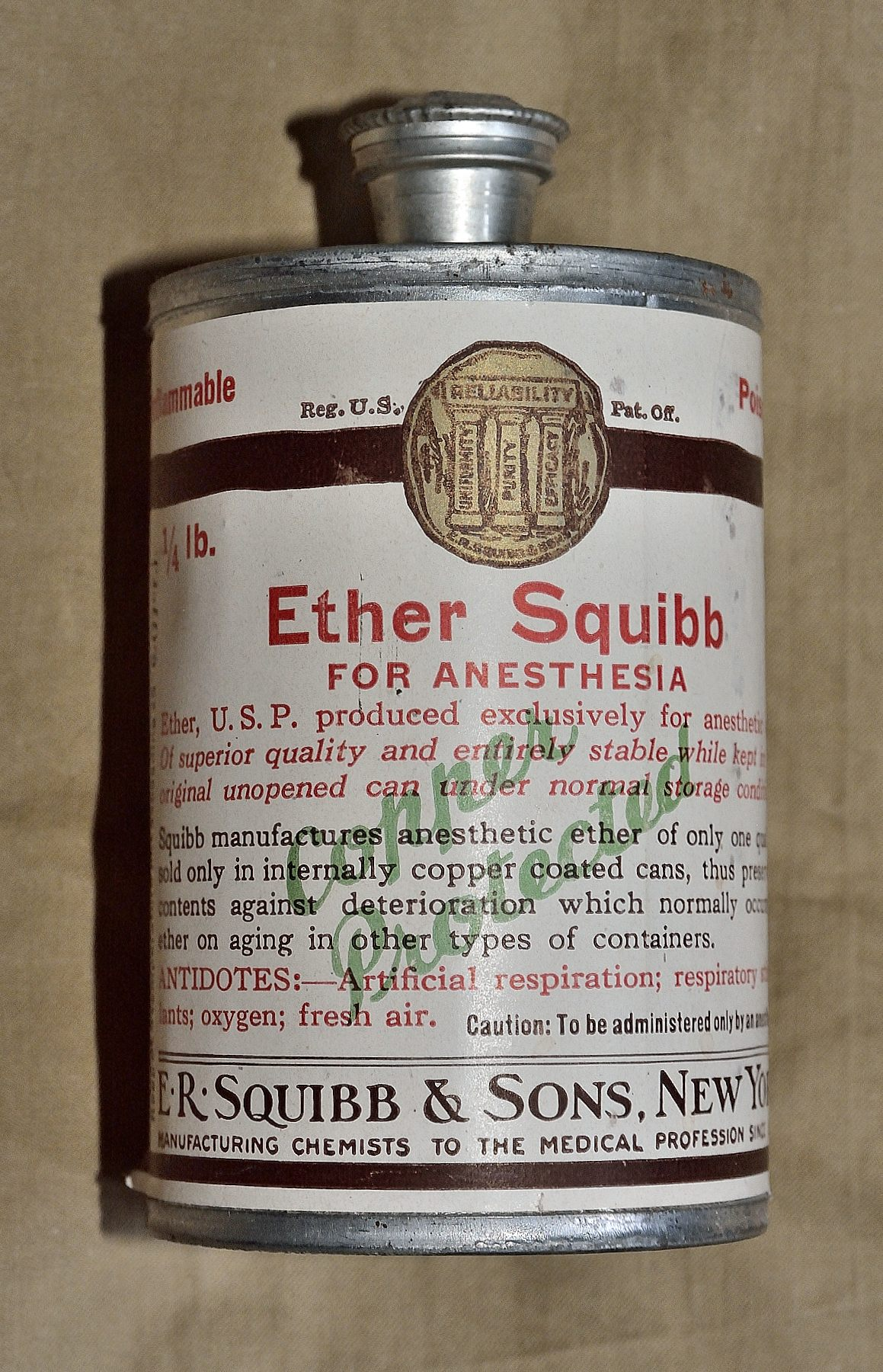
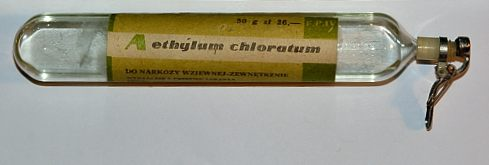